# Несносные боссы 2
«Несно́сные бо́ссы 2» (англ. Horrible Bosses 2) — американская комедия 2014 года режиссёра Шона Андерса, продолжение фильма «Несносные боссы». Слоган: «Боссы — новые, методы — старые».

## Сюжет
Ник, Дейл и Курт решают сами стать боссами и открывают собственный бизнес — автомойку. Обрести самостоятельность не удаётся, инвестор Берт Хэнсон кидает их. Тогда они разрабатывают план похищения его взрослого сына Рэкса, чтобы получить выкуп в $500 тыс и вернуть себе контроль над компанией. Они обращаются к услугам мошенника «Ублюдка» Джонса, который консультирует их, как осуществить операцию.  
Похищение сразу же идёт не по плану, троица отключается в подсобке от снотворного газа, которым собирались обездвижить Рэкса. Наутро придя в себя, похитители решают вернуться по домам, но обнаруживают в багажнике автомобиля связанного Рэкса. Парень, будучи на ножах с отцом, обнаружив попытку похищения, сам готов разыграть преступление, увеличить сумму выкупа, но ему нужны сообщники. Похитителям, которые только будут следовать его инструкциям, он готов заплатить процент. Операция начинается, но похитители по ошибке передают вместо анонимного одноразового сотового телефона аппарат Курта. 
Берт Хэнсон, ведомый полицией, везёт деньги лжепохитителям. В гараже Ник, Курт и Дейл в масках собираются забрать $5 млн выкупа и передать информацию о том, где отец сможет получить сына назад. Однако оказывается, что Рэкс, нарушив планы, вмешивается в операцию. Он расстреливает отца, собирается забрать все деньги и подставить троих главных героев. Рэкс скрывается, и в гараж приезжает полиция. В последний момент с места преступления троицу забирает Джонс, следивший за происходящим. «Ублюдок» предлагает ребятам бежать и привести за собой полицию на склад, где они собирались передать отцу Рэкса. Есть шанс, что им удастся доказать свою невиновность. Рэкс, собиравшийся скрыться с деньгами, тем не менее решает включиться в игру и разыграть жертву, уверенный, что его не раскроют.
Преступники и вслед за ними полиция приезжают на склад и обнаруживают избитого самим собой Рэкса. Поначалу вина Ника, Дейла и Курта очевидна. Однако неожиданно у Рэкса зазвонил тот самый телефон Курта, который он забрал у отца после убийства. Нервы не выдерживают, и Рэкс захватывает в заложники детектива Хатчера. Дейл бросается на помощь полицейскому и получает пулю в грудь. Рэкс задержан.
Через 4 дня Дейл очнулся в больнице. К нему вернулась жена, с которой он был в ссоре. За помощь в поимке преступника вину снимают, и ситуация с долгами разрешается — герои находят нового инвестора.

## В ролях
| Актёр             | Роль                 |
| ----------------- | -------------------- |
| Джейсон Бейтман   | Ник Хендрикс         |
| Джейсон Судейкис  | Курт Бакман          |
| Чарли Дэй         | Дейл Арбус           |
| Дженнифер Энистон | доктор Джулия Харрис |
| Кевин Спейси      | Дэйв Харкин          |
| Джейми Фокс       | Дин «Ублюдок» Джонс  |
| Крис Пайн         | Рэкс Хэнсон          |
| Кристоф Вальц     | Берт Хэнсон инвестор |
| Джонатан Бэнкс    | детектив Хатчер      |
| Линдсей Слоун     | Стейси Арбус         |
| Киган-Майкл Ки    | Майк                 |
| Келли Стейблс     | Рэйчел Лэнг          |
| Леннон Парэм      | Роз                  |

## Производство
Съёмки с участием Чарли Дэя, Джейсона Судейкиса и Джейсона Бейтмана начались летом 2013 года.

## Прокат
Премьера в Египте, Канаде и США состоялась 26 ноября 2014 года, в Перу, России и Сингапуре — 27 ноября 2014 года, в Австрии, Болгарии и Эквадоре — 28 ноября 2014 года.